# Mercedes-Benz OM 621-OM 615-OM 616
El motor Mercedes-Benz OM 621 y su sucesor, los ligeramente modificados OM 615 y OM 616, son motores diésel con inyección precámara y cuatro cilindros en línea, diseñados y fabricados desde 1958 hasta 1983 por la empresa alemana Daimler-Benz para sus coches de la marca Mercedes-Benz.
Estos motores fueron instalados en vehículos de pasajeros, los utilitarios L 319 y O 319 y Unimog de Mercedes y en los camiones Hanomag-Henschel desde la adquisición por Mercedes-Benz entre 1970 hasta 1978. Más de cuatro décadas y millones de unidades fabricadas. Estos motores están todavía en las calles del mundo en cientos de miles de vehículos. En España el OM 615 fue popular por montarse de serie en el Seat 2000 D y en el Seat 132 Diésel.
El predecesor del OM 621 fue el OM 636 y su sucesor los OM 615, OM 616 y el OM 617 (que se extiende desde el OM 616 y se diferencia solo por un cilindro adicional), lo siguieron el motor OM 601, que se introdujo en 1983 en el 190 D, y el OM 602 y OM 603 en 1985.

## La sigla «OM»
La abreviatura «OM - - - » identifica una pequeña familia de motores diésel producidos desde 1935 hasta la actualidad. Las iniciales «OM» es sinónimo de «motor de aceite» (motor que funciona con gasóleo/diesel) y se refiere a la actualidad de los motores diésel de Mercedes-Benz.

## Lista de los motores OM 621-OM 615-OM 616
OM 621 (OHC) 1959-1967
- 1.9 litros (1897 cm³)
- 2.0 litros (1988 cm³)

OM 615 (OHC) 1968-1985
- 2.0 litros (1988 cm³)
- 2.2 litros (2197 cm³)

OM 616 (OHC) 1973-1983
- 2.4 litros (2399 cm³)
- 2.4 litros (2404 cm³)

## Aplicaciones

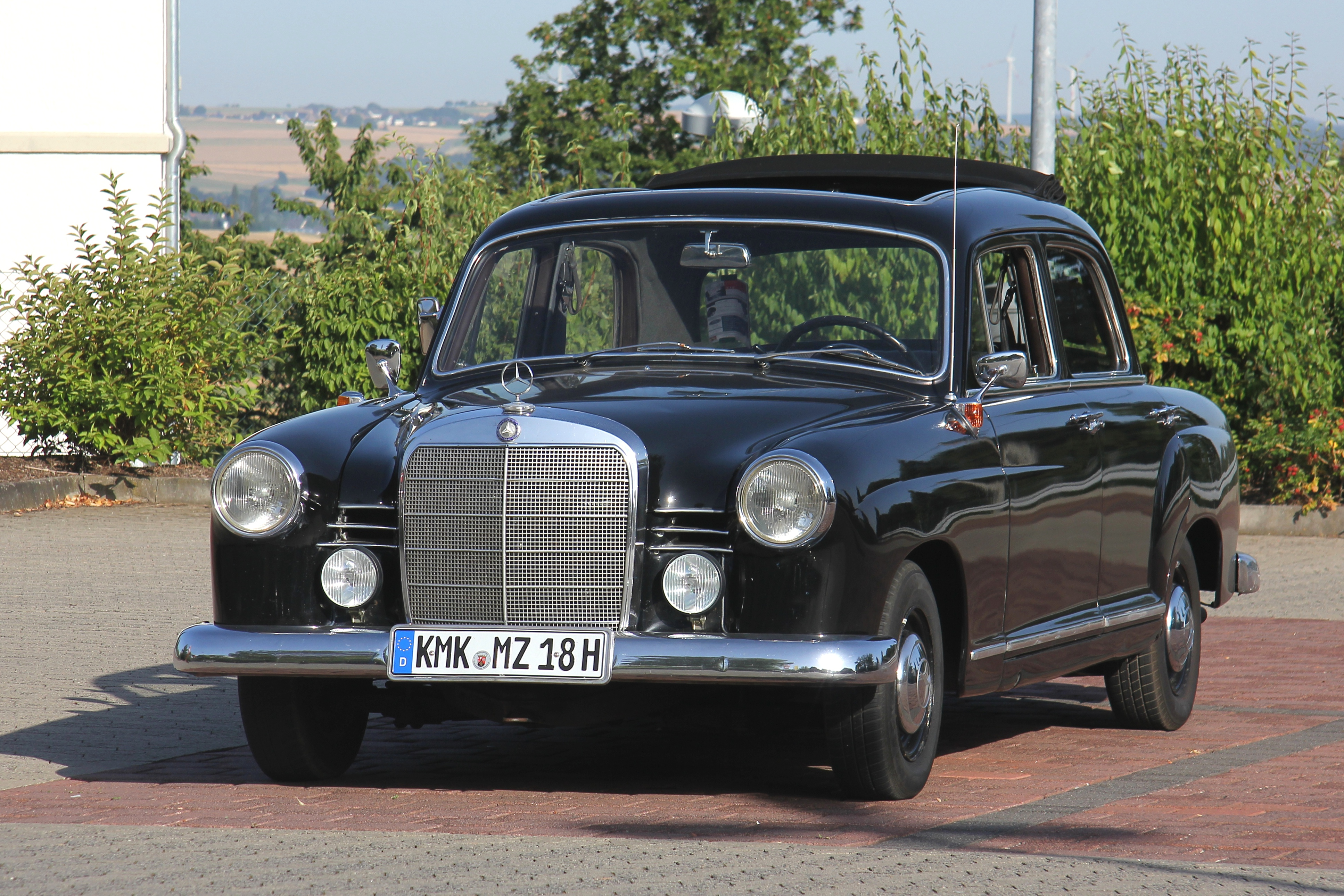
Mercedes-Benz W121
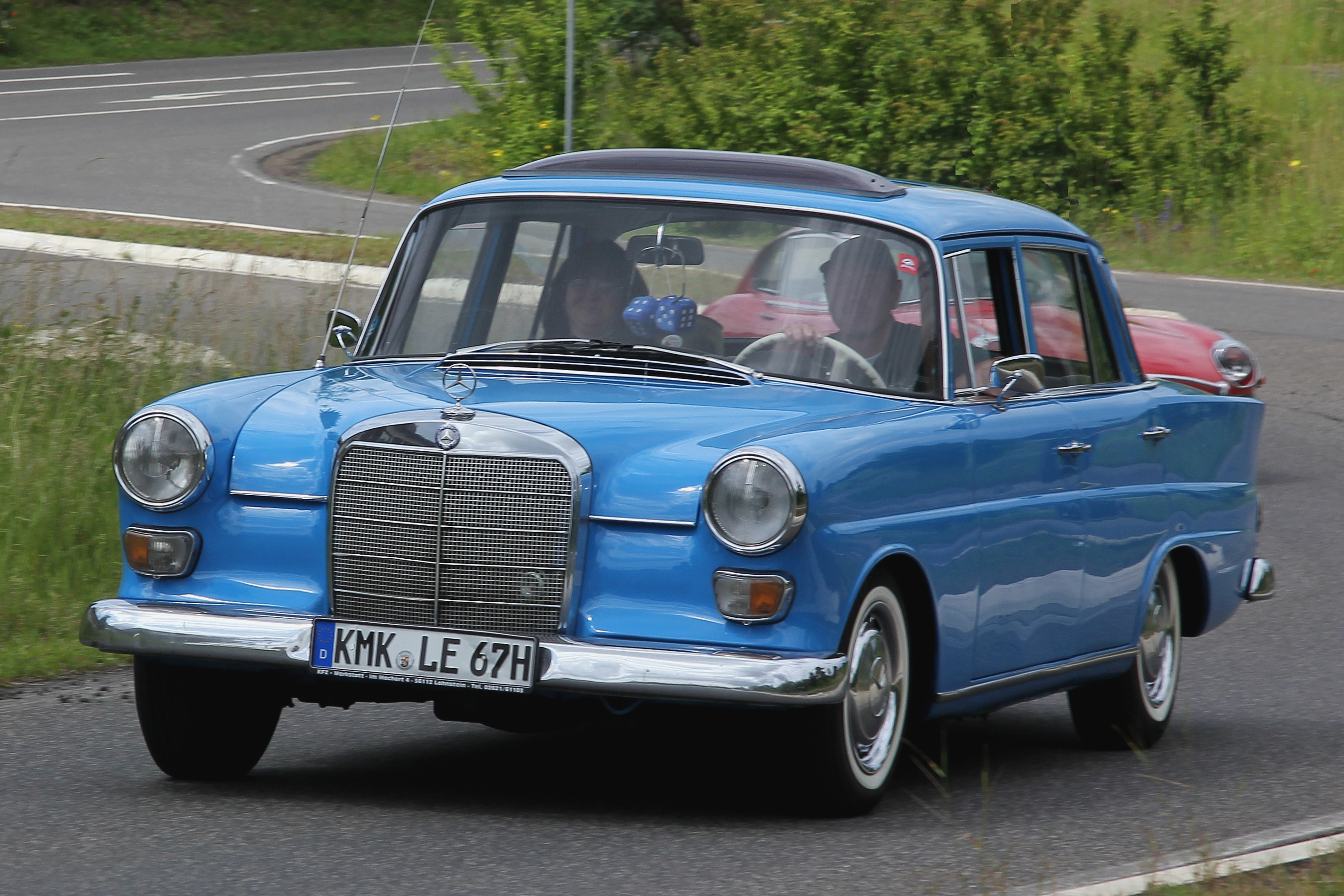
Mercedes-Benz W110
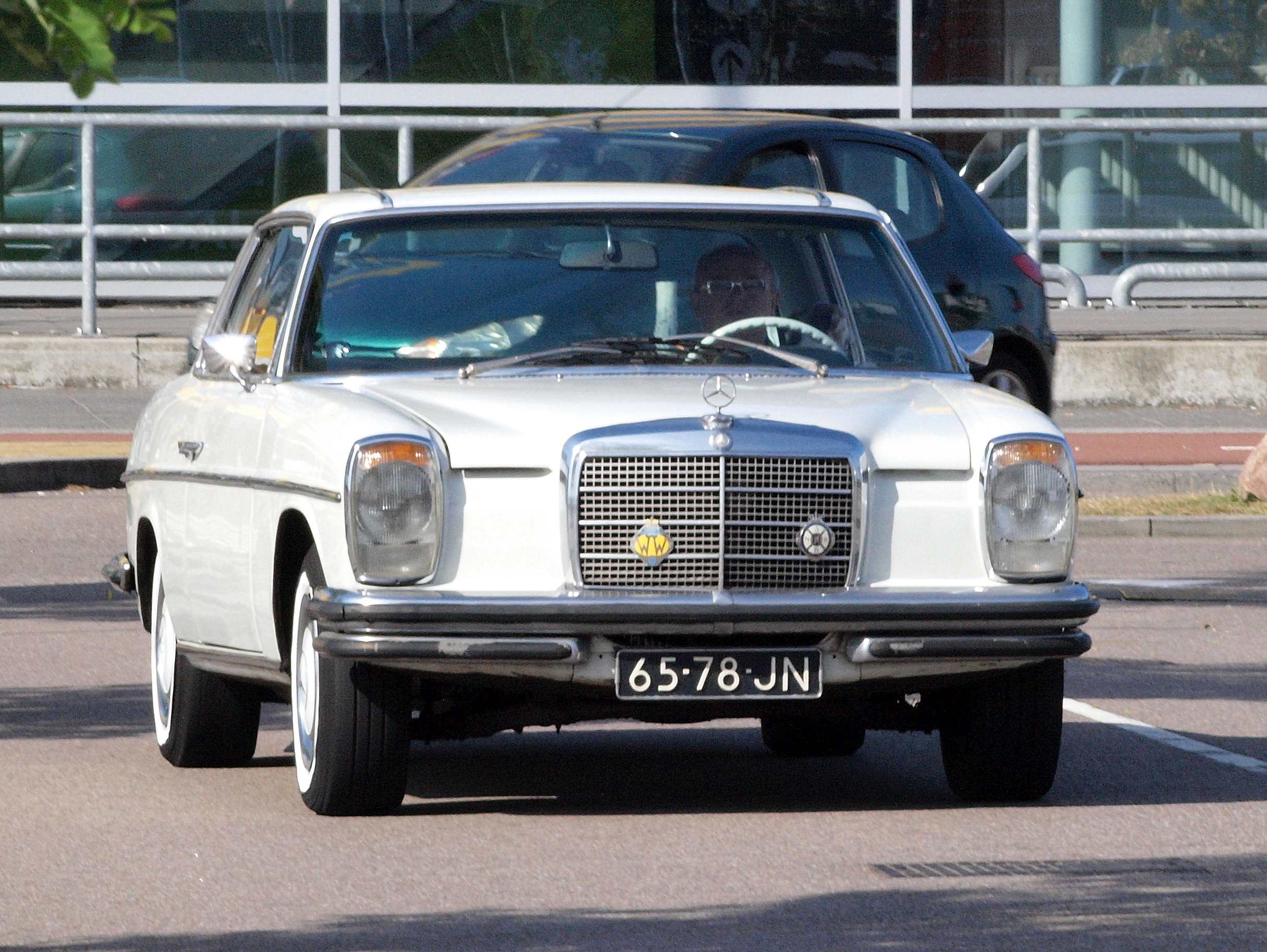
Mercedes-Benz W114/W115
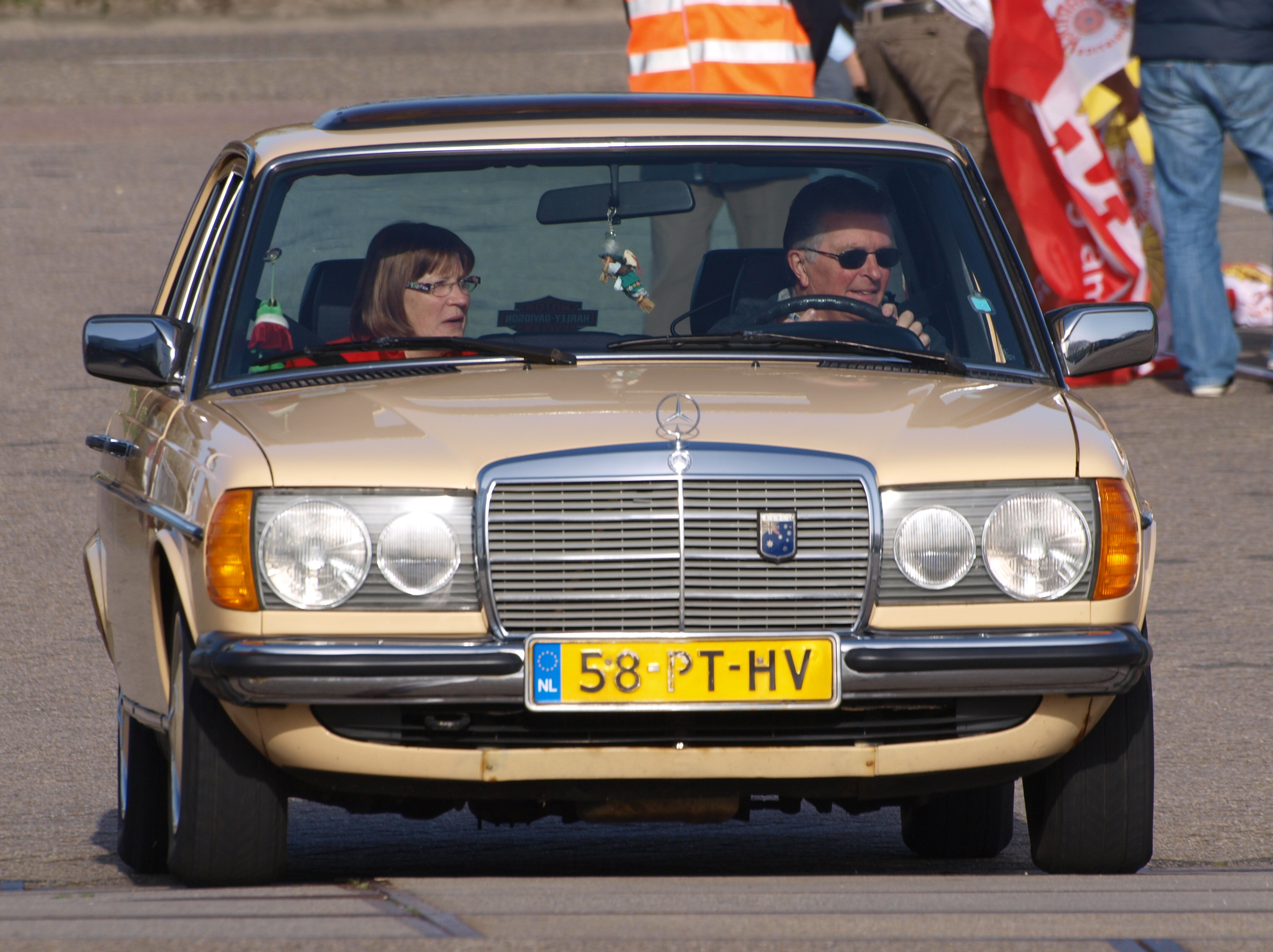
Mercedes-Benz W123